# Служа Отечеству
«Служа Отечеству» — советский фильм 1981 года снятый на киностудии «Узбекфильм» режиссёром Латифом Файзиевым по сценарию Артура Макарова.

## Сюжет
О первых дипломатических контактах России и Афганистана. Фильм воссоздает реальные исторические события 1830-х годов. Прототип главного героя, русского офицера Алексея Налымова — русский дипломат Ян Виткевич.
Офицер царской армии Налымов, в юности за участие в движении Декабристов разжалованный в рядовые, благодаря смелости нрава и проницательному уму быстро выслужился в офицеры, был награжден даже золотым именным оружием. Отлично образованный, он оказывается лучшим кандидатом для установления тайных переговоров с правителем Афганистана эмиром Дост Мухаммед ханом. В Семипалатинске распущен слух, что Налымов отправился на дальние стойбища подбирать лошадей для армии, но агентура британской разведки подозревает о истинной цели его путешествия… 

Наш человек, посланный за кордон с важной гуманной миссией… Вражеский агент, стремящийся любой ценой помешать… Соперничество, в котором наш человек, казалось, обречен проиграть, а он находит неожиданный выход и выигрывает… Ловушки, в которые ему вроде было суждено угодить, а он удачно обходит их… Зловещая сцена вербовки, шантажа и посулов — она окончится к посрамлению врага и к торжеству благородных устремлений нашего героя. Новые козни — и новые хитрости, чтобы удачно их обойти.— «Спутник кинозрителя», май 1981 года

## В ролях
- Тимофей Спивак — Алексей Николаевич Налымов, поручик
- Михаил Кузнецов — Сицков
- Тамила Ахмедова — Дильбар
- Гиртс Яковлевс — Александр Бернс
- Закир Мухамеджанов — Айюбхан, посол
- Хашим Гадоев — Сардор Пештуни
- Джаник Файзиев — Камил, брат Дильбар
- Хабибулло Абдуразаков — эмир
- Виктор Соцки-Войническу — Хайдарали
- Кудрат Ходжаев --Мирназир-хан
- Фуркат Ахмедов — Акбархан
- Вапа Мухамедов — Карабашлы
- Эдуард Изотов — Драймонд
- Юрий Дедович — Лукомский
- Дмитрий Бессонов — министр
- Николай Мартон — лорд Окленд
- Вадим Михеенко — корнет Тихомиров
- Игорь Михайлов — Иван Григорьевич
- Игорь Боголюбов — Орлов
- Людмила Ксенофонтова — графиня
- Виталий Ильин — дуэлянт
- Алексей Кожевников — секундант
- Ульмас Алиходжаев — лекарь
- Иосиф Кринский — казак
- Николай Погодин — казак
- Станислав Соколов — казак
- Владимир Трещалов — казак

## Фестивали и награды
Исполнитель главной роли актёр Тимофей Спивак на XIV Всесоюзном кинофестивале (1981) стал лауреатом приза в категории «За лучшую мужскую роль».
Сценарист фильма Артур Макаров за сценарий был удостоен звания Лауреата Государственной премии Узбекской ССР.